# Jõgeva
Jõgeva (in tedesco Laisholm) è una città dell'Estonia centro-orientale, capoluogo della contea di Jõgevamaa. Elevata a città il 1º maggio 1938, attualmente conta una popolazione di circa seimila abitanti. 
Il comune cittadino è stato inglobato nel 2017 nel rispettivo comune rurale.
È situata lungo il fiume Pedja e dista 154 km da Tallinn, città con cui è collegata da un'autostrada e da una linea ferroviaria.

## Storia
La città è menzionata per la prima volta in un documento nel 1599 come Jagiwa durante la dominazione polacca. Nel 1756 il territorio circostante divenne di proprietà di Gotthard Johann von Manteuffel e rimase alla famiglia fino al 1918, anno in cui venne nazionalizzato dal governo. Lo sviluppo si ebbe quando venne costruita la ferrovia e furono affittati dalla famiglia i terreni circostanti. Nel 1919 aveva circa 1.400 abitanti. Un secondo ulteriore sviluppo si ebbe negli anni dell'Unione Sovietica quando vennero costruite diverse industrie e arrivò a contare più di 7.000 abitanti

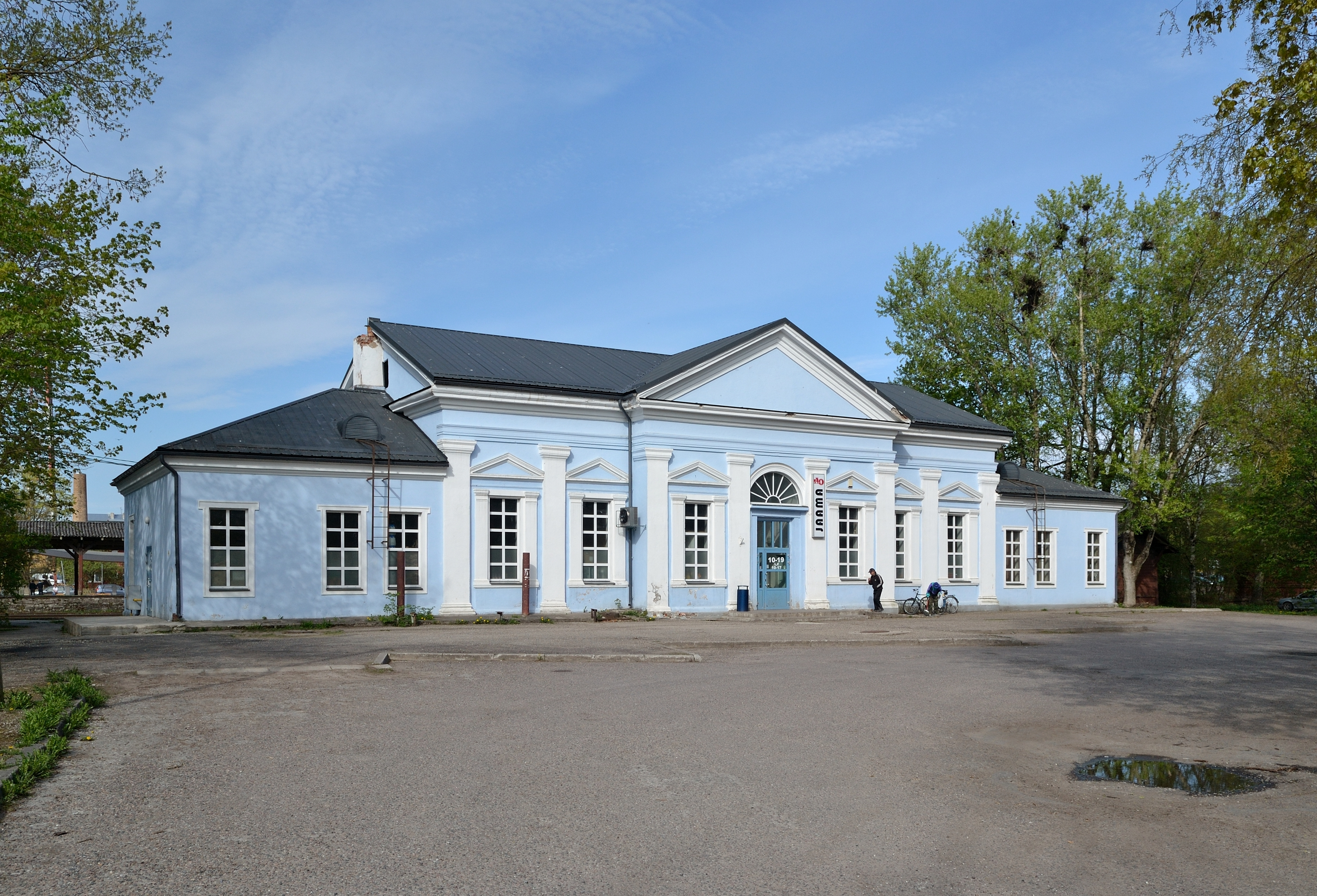
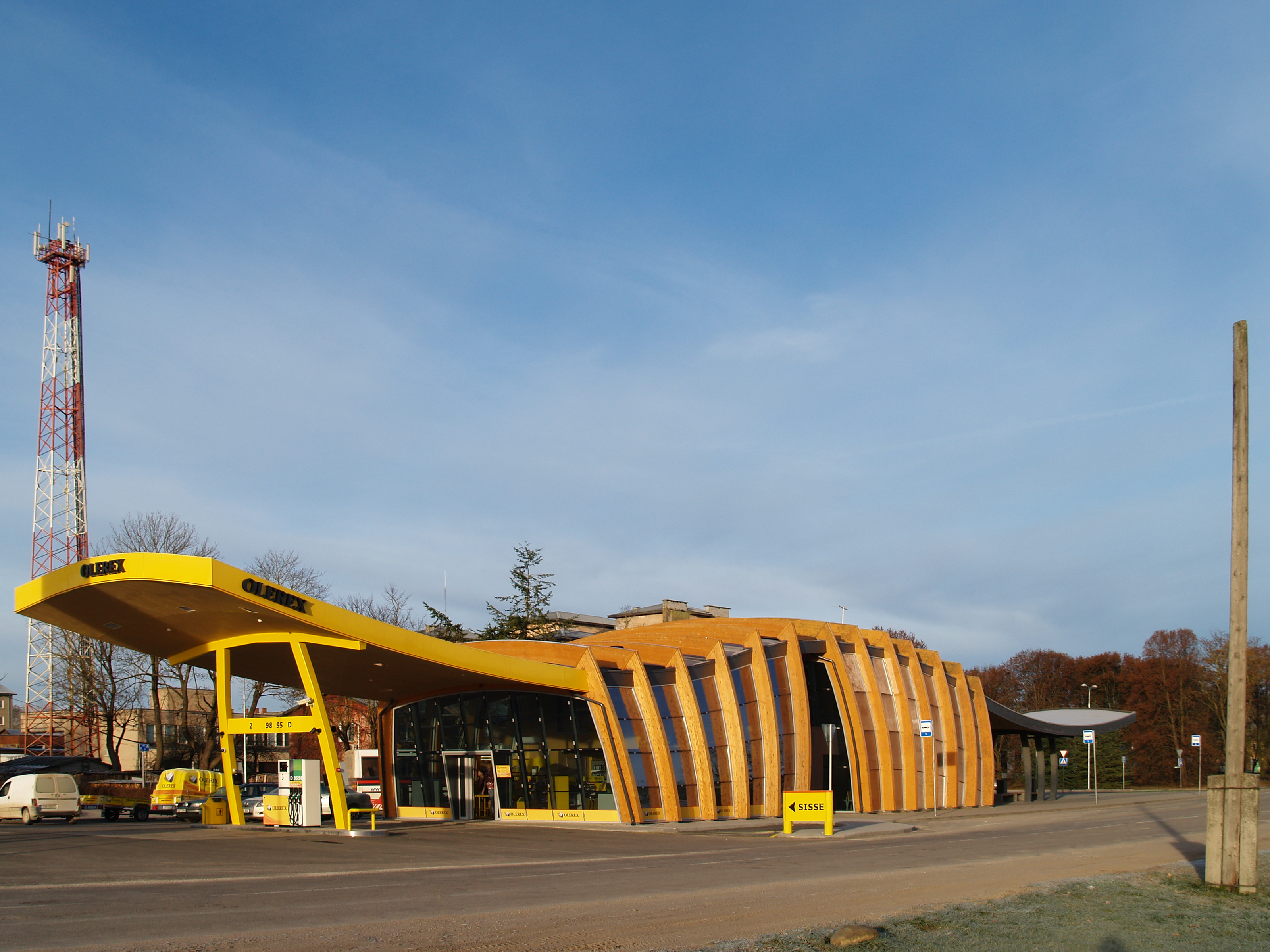
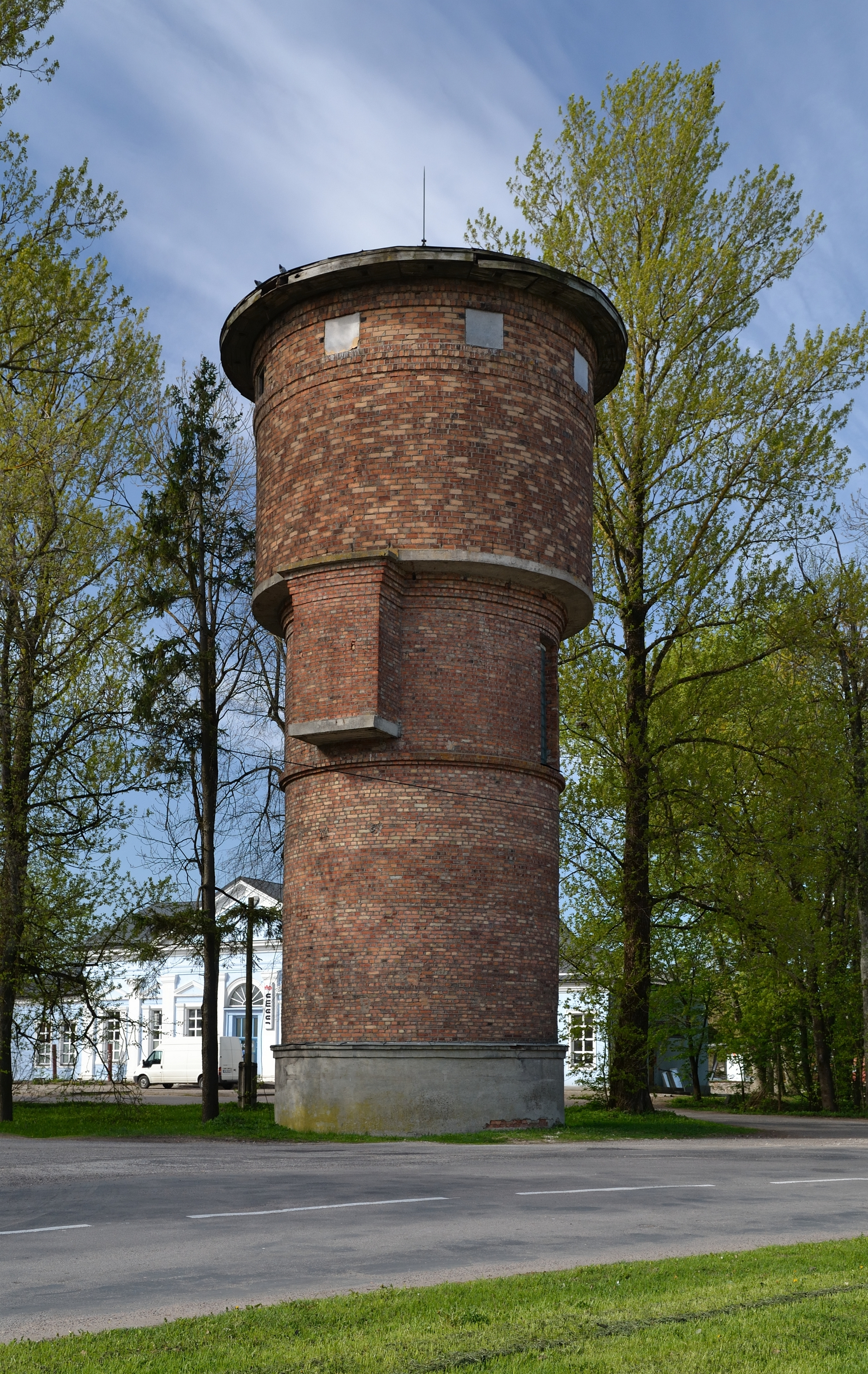
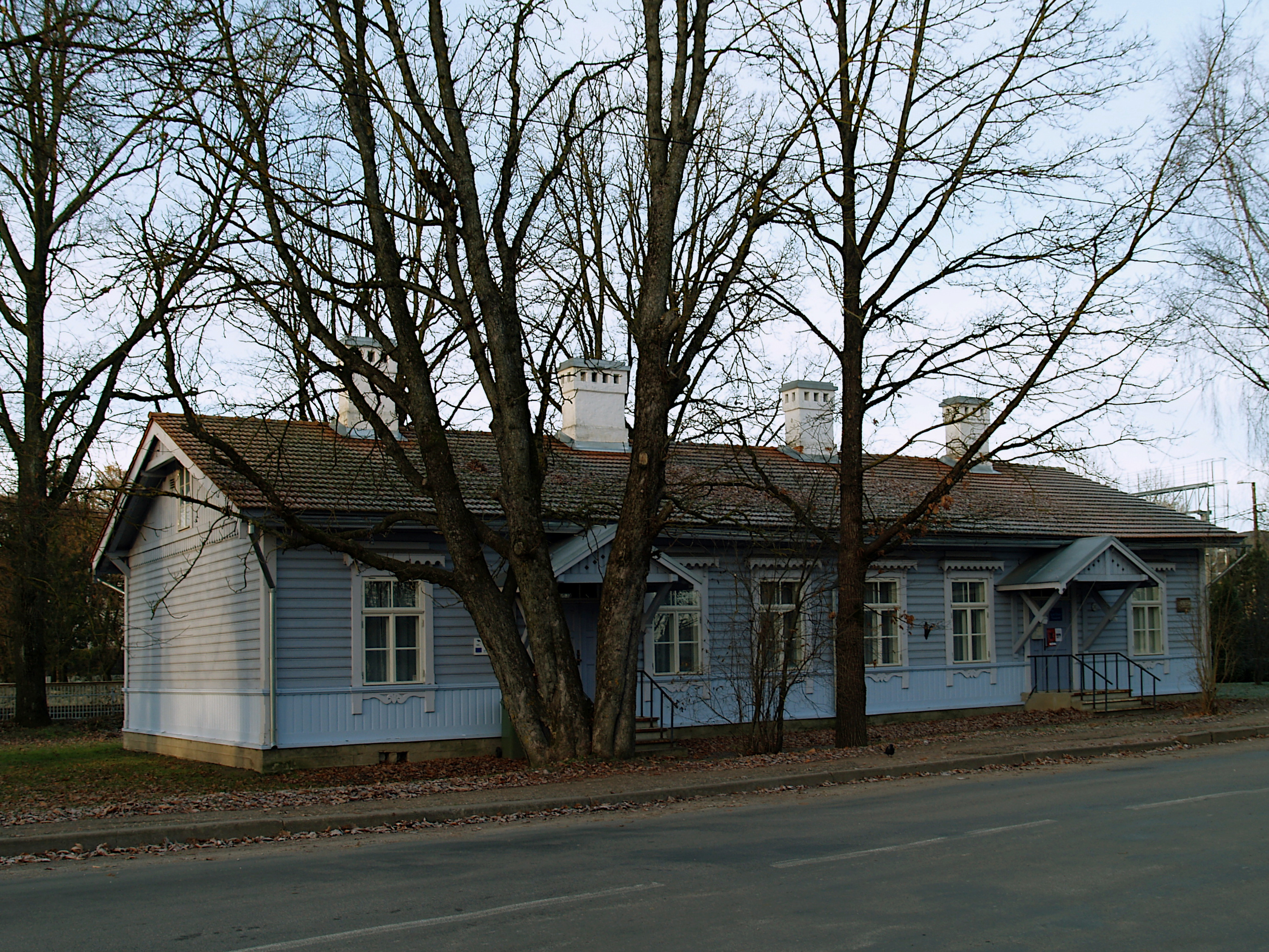
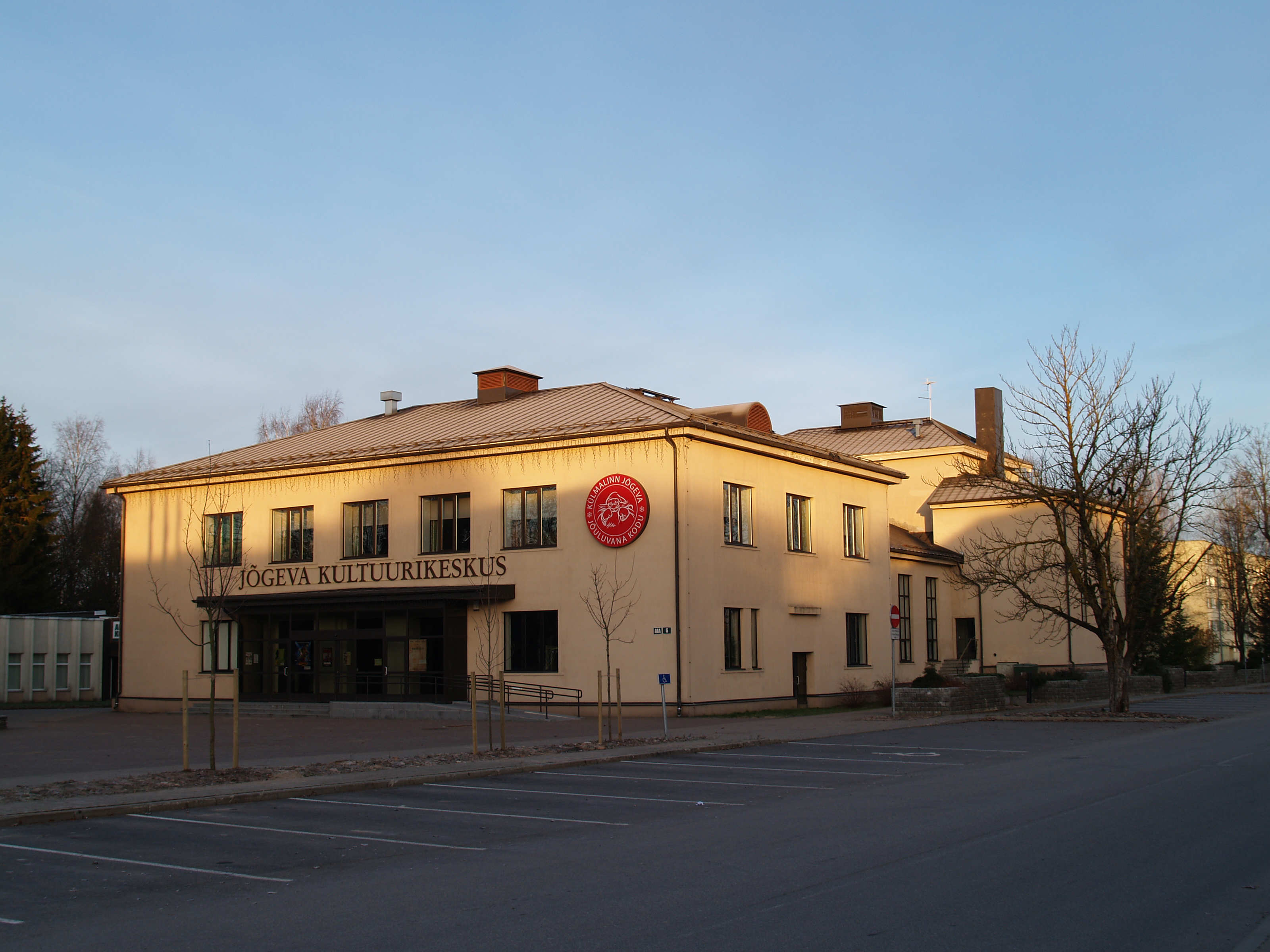
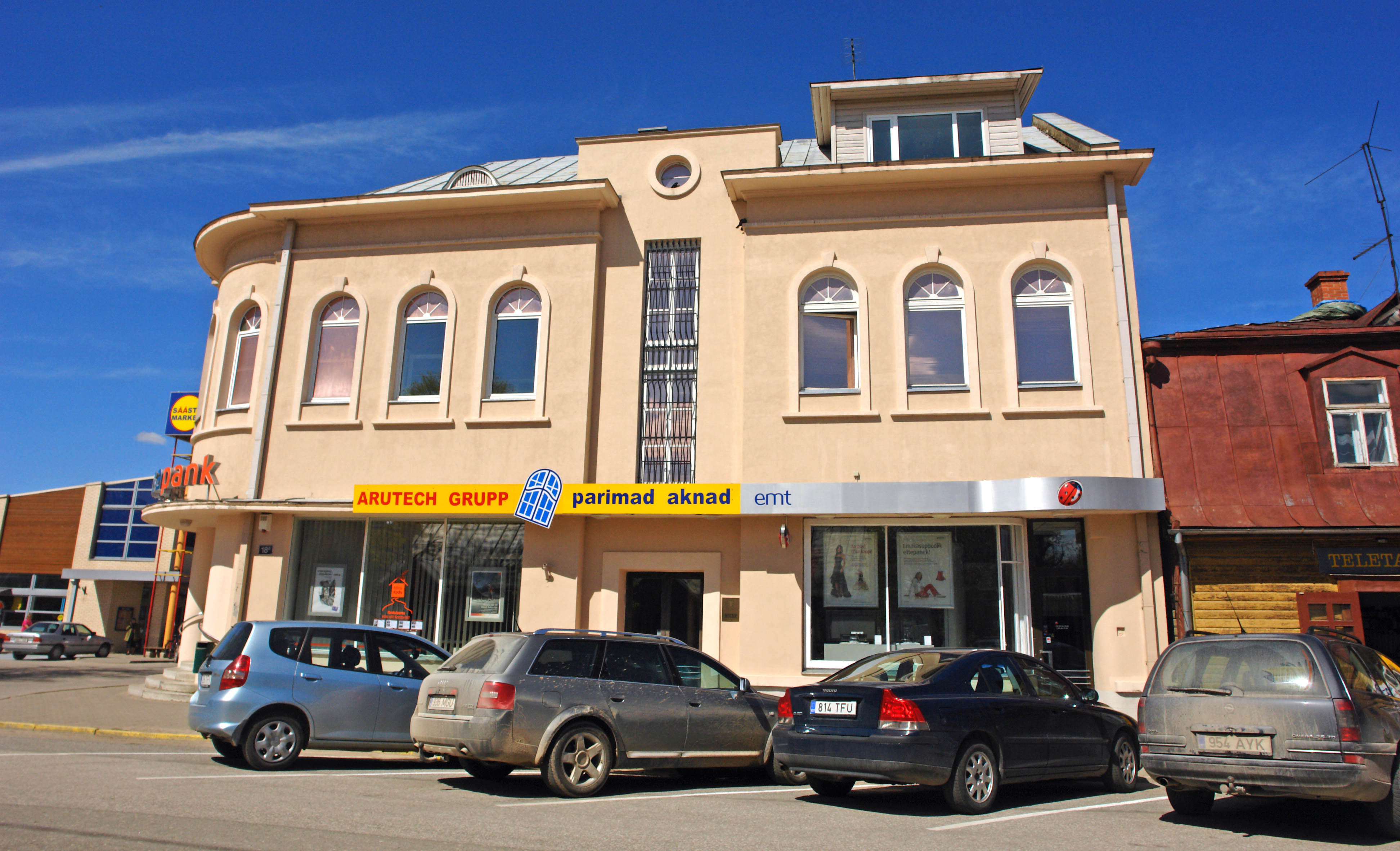

## Amministrazione

### Gemellaggi
- Karlstad
- Keuruu
- Kaarina